# Едмонд Панаріті
Едмонд Панаріті (алб. Edmond Panariti; нар. 1 червня 1960, Тирана) — албанський політик, міністр сільського господарства і розвитку сільських районів з 15 вересня 2013 до 11 вересня 2017.

## Освіта
Навчався ветеринарній медицині та закінчив Університет сільського господарства в Тирані 1984 року. Він має докторський ступінь і вчене звання професора. Також закінчив аспірантуру у Федеральній вищій технічній школі Цюриха (ETH), Швейцарія (1989–1992). У період між 1995 і 2005, він виграв два дослідницькі гранти програми Фулбрайта в університетах Кентуккі та Міссісіпі у Сполучених Штатах. Крім того, поглиблював знання у Ветеринарному університеті Ганновера, Німеччина.
Вільно говорить англійською, французькою, німецькою та італійською.

## Кар'єра
Має довгу професійну кар'єру в науково-дослідному інституті ветеринарної медицини. Він працював менеджером проекту Всесвітньої організації охорони здоров'я і тепер є професором медичного факультету Тиранського університету.
Член Соціалістичного руху за інтеграцію з 2004 року. Обирався головою національного координаційного комітету та секретарем з сільського господарства і навколишнього середовища.
2011 року обраний членом Муніципальної ради Тирани і, крім того, призначений на посаду заступника мера. 2012 року його призначили міністром закордонних справ Албанії і, в цьому контексті, обіймав посаду президента Комітету міністрів Ради Європи з 3 липня 2012 до 9 листопада 2012.

## Особисте життя
Одружений, має двох синів.